# Musikaliska konstföreningen
Musikaliska konstföreningen är en svensk förening bildad 11 november 1859 med syftet att publicera ny musik av svenska upphovsmän (i tryck och senare även på skiva). 
Utgivandet började 1860 med Blommornas undran av Ivar Hallström och Tannhäuser av August Söderman.
Man har hittills publicerat cirka 200 verk, av komponister som Hugo Alfvén, Wilhelm Stenhammar, Wilhelm Peterson-Berger, Ture Rangström, Elfrida Andrée, Lars-Erik Larsson, Gunnar de Frumerie, Dag Wirén och Karl-Erik Welin. Tyngdpunkten ligger på instrumentalmusik.